# Ferrovia Ciudad Real-Badajoz
La ferrovia Ciudad Real-Badajoz è una linea ferroviaria spagnola che unisce Ciudad Real a Badajoz, presso la frontiera portoghese, attraversando la regione dell'Estremadura.
É interamente a binario unico.

## Storia
Tra il 1856, 1857 e 1859 il governo spagnolo deliberò una serie di concessioni che autorizzavano la costruzione di una ferrovia che attraversasse l'Estremadura sino al confine con il Portogallo. La linea venne suddivisa in due tratti: Ciudad Real-Mérida e Mérida-Badajoz. Per realizzare il progetto, il 26 marzo 1861 fu costituita la Compañía de los Caminos de Hierro de Ciudad Real a Badajoz. I lavori di costruzione iniziarono quello stesso anno, ancor prima della costituzione ufficiale della società.
Il 20 settembre 1863 furono aperti al traffico i primi cinque chilometri che separavano Badajoz dalla frontiera portoghese. Un anno dopo, nell'agosto 1864, fu attivato il troncone Ciudad Real-Puertollano. Nell'ottobre dello stesso anno venne aperta la tratta Badajoz-Mérida. Nel 1865 furono inaugurati i segmenti Puertollano-Veredas e Mérida-Magacela. L'anno successivo furono realizzati gli ultimi tre tratti ancora mancanti: Magacela-Castuera, Castuera-Almorchón e Almorchón-Veredas.
Il 22 novembre 1866 l'intera linea fu aperta al traffico.